# Syngnathe brun
Syngnathus fuscus
Espèce
Le Syngnathe brun (Syngnathus fuscus) est un poisson d'eau de mer de la famille des Syngnathidae.

## Distribution
Cette espèce se rencontre dans l'Atlantique ouest, du golfe du Saint-Laurent au Canada jusqu'au nord-est de la Floride aux États-Unis, et dans le nord-ouest du golfe du Mexique. Elle est présente entre 5 et 366 m de profondeur.

## Description
Syngnathus fuscus mesure généralement aux alentours de 17 cm et peut atteindre 30 cm. Son corps est anguiforme et de couleur brun terne, sa face ventrale étant plus claire. Ce poisson se nourrit de copépodes, amphipodes, d'œufs de poissons et de larves.

## Publication originale
- Storer, 1839 : Reports on the fishes, reptiles and birds of Massachusetts, p. 1-426 (texte intégral).